# Нижня Рудка
Ни́жня Ру́дка — річка у Перемишлянському районі Львівської області, права притока Гнилої Липи (басейн Дністра).

## Опис
Довжина річки приблизно 3,5 км. Висота витоку над рівнем моря — 327 м, висота гирла — 253 м, падіння річки — 74 м, похил річки — 21,15 м/км. Формується з багатьох безіменних струмків та 1 водойми.

## Розташування
Бере початок між селами Добряничі та Кореличі. Тече переважно на південний схід і на південно-західній стороні від села Іванівка впадає у річку Гнилу Липу, ліву притоку Дністра.